# 袁垙
袁垙（？—？），中國清朝官員，廣西平南縣人。
袁垙為舉人出身，在鄉試中高中解元。曾任福建惠安縣知縣。乾隆六十年（1795年）五月署臺灣府彰化縣知縣。